# Atiu (circonscription)
Pour l'île du même nom, voir Atiu.
Atiu est une ancienne circonscription électorale des îles Cook située sur l'île homonyme d'Atiu. Fondée par la constitution de 1964, cette circonscription représentait 2 des 22 sièges de l'Assemblée législative des îles Cook. En d'autres termes chaque électeur avait la possibilité de voter pour 2 des candidats en lice. 
Le redécoupage électoral de 1981 subdivisa Atiu en  deux nouvelles circonscriptions (Teenui-Mapumai et Tengatangi-Areora-Ngatiarua) en s'appuyant cette fois-ci sur le découpage traditionnel en tapere.